# 이상준 (희극인)
이상준(1982년 7월 7일 ~ )은 대한민국의 희극인이다. 소속사는 큐브 엔터테인먼트이며, SBS 웃찾사로 데뷔하였다.

## 학력
- 서울예술대학

## 방송
- 《웃찾사 시즌 1》 (SBS)
  - 〈이건 아니잖아〉
  - 〈패거리가 떴다〉
  - 〈헬로우 비보이〉
  - 〈MC리의 믿거나 말거나〉
- 《코미디하우스》 (MBC)
- 《L2 스토리》 (MBC게임)
- 《코미디빅리그》 (tvN)
  - 〈관객 모욕〉
  - 〈JSA〉
  - 〈친구〉- 선생님 역
  - 〈대한민국 매뉴얼〉
  - 〈천기누설〉
  - 〈비열한 녀석들〉
  - 〈사망토론〉 - 낙성대 교수 역
  - 〈까똑 친구들〉 - 튜브 역
  - 〈게임특목고〉 - 문도 역
  - 〈코빅열차〉 - 문도(2014년 3~4쿼터) 역
  - 〈희극지왕〉 - 두꺼비 아저씨 역
  - 〈오지라퍼〉
  - 〈초저가 항공〉 - 기장 두꺼비 역
  - 〈엑스트라〉
  - 〈브로맨스〉 - 장도연의 애인 역
  - 〈이게 무슨 일이야〉
  - 〈널 생각해〉
  - 〈2018 장희빈〉
  - 〈2019 장희빈〉
  - 〈2019 쿵푸허슬〉
  - 〈니쭈의 ASMR〉
  - 〈2019 알라딘〉
  - 〈대학토론〉 - 경포대 학생 역
  - 〈헤비멘탈2〉
  - 〈다이나믹 두목〉
  - 〈연애면허시험장〉- 더러운 수강생
  - 〈악마적 참견시점〉- 악마 역
  - 〈두분사망토론〉- 낙성대 교수
  - 〈분장 후 설렘〉
- 《개그공화국》 (MBN)
  - 〈백덕후 바이러스〉
  - 〈달마야 웃자〉 - 요세비스님 역
  - 〈깜빡했다〉
  - 〈멘붕멘붕〉
  - 〈대선 퀴즈왕〉
- 《코미디에 빠지다》 (MBC)
  - 〈최고야〉
- 《렛츠고 시간탐험대 시즌 1》 (tvN)
- 《폭소클럽》 (KBS2)
- 《왓따! 풍선껌크게불기 챔피언쉽 시즌 3》 (온게임넷)
- 《한판만 시즌 3》 (온게임넷)
- 《10나무》 (XTM)
- 《미생물》(tvN)
- 《타임 하우스》 (코미디TV)
- 《KBS 드라마 스페셜 - 웃기는 여자》 (KBS2) - 진상 선배 역
- 《어느날 갑자기 외.개.인》 (KBS2)
- 《오늘, 굿데이》 (JTBC)
- 《더 벙커 시즌 8》 (XTM)
- 《운빨 레이스》 (코미디TV)
- 《2016 희망TV SBS - 희망노래방 부기부기》 (SBS)
- 《한판만 X VIVE》 (온게임넷)
- 《오빠생각》 (MBC)
- 《보그맘》 (MBC)
- 《비디오스타》 (MBC 에브리원)
- 《뭐든지 프렌즈》 (tvN)
- 《비밀의 남자》 (KBS2) - 이백장돈까스 배달원 역
- 《미스 몬테크리스토》 (KBS2) - 이백장돈까스 배달원 역
- 《와카남》 (TV조선)
- 《부캐전성시대》 (TV조선) - 부캐 '아가미맨'
- 《아바드림》 (TV조선) - 드리머 '조광남'
- 《풀어파일러2》 (discovery)
- 《놀라운 토요일》 (tvN)
- 《구해줘! 홈즈》 (MBC)
- 《상준아 모하니》 (유튜브)
- 《노빠꾸 탁재훈》(유튜브)
- 《오래된 만남 추구》(KBS2)

## 영화
- 《두번할까요》 (2019년) - 이벤트 사회자 역 (우정출연)

## 수상
- 2009년 SBS 연예대상 코미디부문 우수상